# یان کوبلیک
یان کوبـِـلیک (چکی: Jan Kubelík؛ ۵ ژوئیهٔ ۱۸۸۰ – ۵ دسامبر ۱۹۴۰) نوازندهٔ چیره‌دست ویولن، آهنگساز اهل جمهوری چک بود.
او دانش‌آموختهٔ «کنسرواتوار پراگ» و از شاگردانِ اتاکار شفچیک بود.
یان کوبلیک با «آنا ماری یولی سیل فون بشتیو» ازدواج کرد و با او هشت فرزند داشت؛ پنج دخترِ او نوازندهٔ ویولن بودند و یکی از سه پسرش، رافائل کوبلیک (Rafael Kubelík) (۱۹۱۴–۱۹۹۶)، آهنگ‌ساز و رهبر ارکستر بود.